# Skogstjärnen (Piteå socken, Norrbotten)
Skogstjärnen är en sjö i Piteå kommun i Norrbotten och ingår i Åbyälvens huvudavrinningsområde.